# اسماعیل یوسف
اسماعیل یوسف (عربی: إسماعیل یوسف؛ زادهٔ ۲۸ ژوئن ۱۹۶۴) بازیکن سابق و مربی فوتبال اهل مصر است.
از باشگاه‌هایی که در آن بازی کرده‌است می‌توان به باشگاه ورزشی زمالک اشاره کرد. وی عضو تیم ملی فوتبال مصر در جام جهانی فوتبال ۱۹۹۰ بوده است.